# Металіст (Харків)
Ця стаття про футбольний клуб, що існував у 1925—2016 роках. Про сучасні клуб див. Металіст 1925 та Металіст (футбольний клуб, 2019)
«Металі́ст» — колишній український футбольний клуб із Харкова. Заснований у 1925 році. Срібний призер Чемпіонату України з футболу 2012/13, шестиразовий бронзовий призер чемпіонатів України. Чвертьфіналіст Ліги Європи УЄФА у сезоні 2011/12. Володар Кубка СРСР 1988 року, фіналіст Кубка України 1992 року. Клуб позбавлено професіонального статусу влітку 2016 року через величезні борги, які утворилися внаслідок небажання власника Сергія Курченка продовжувати утримувати «Металіст» та його відмови продати клуб іншим потенційним інвесторам.
Водночас влітку 2016 року група вболівальників і футбольних діячів міста на основі випускників академії «Металіста» створили футбольний клуб «Металіст 1925». Ця команда стала срібним призером Чемпіонату України серед аматорів 2016/17, бронзовим призером Другої ліги 2017/18, бронзовим призером Першої ліги 2020/21 і в сезоні 2021/22 представляє Харків у Прем'єр-лізі. Засновники «Металіста 1925» заявляють про наміри у найкоротші терміни виграти медалі УПЛ.
Також власну команду — аматорський СК «Металіст» — створили і представники Сергія Курченка. У липні−жовтні 2016 року цей клуб виступав у чемпіонаті Харківської області і за результатами сезону посів останнє місце у турнірній таблиці. У 2017 році команда С. Курченка не брала участь у жодних змаганнях під егідою ПФЛ, ААФУ чи ХОФФ і де-факто припинила існування.

## Історія

### Колишні назви
- 1925–1946: ХПЗ (Харківський паровозобудівний завод)
- 1946–1949: «Дзержинець»
- 1949–1966: «Авангард»
- 1967–2016: «Металіст»

### Радянський період
У грудні 1925 р. при Харківському паровозобудівному заводі створили футбольну команду. В 30-х рр. центрами футбольного життя України були радянські Харків з Києвом та польський Львів. Харків'яни часто були основою для збірної УРСР, яка успішно грала товариські матчі з іншими республіками. Та й збірна Харкова була однією з найсильніших в Радянському Союзі. За збірну СРСР грали, наприклад, Костянтин Фомін, Іван Привалов та Микола Кротов. У вищій лізі виступали місцеві «Сільмаш» (у 1938 р.) і «Спартак» (двічі: 1938; 1941 — першість перервали через радянсько-німецьку війну).
З 1945 до 1955 рр. найкращим клубом міста був «Локомотив», який провів 4 сезони у вищій лізі (1949, 1950, 1953 (9 місце), 1954), в 1956 році вибула з Чемпіонату СРСР, поступившись місцем команді «Авангард», який отримав право представляти Харків на всесоюзній арені спортивне товариство «Авангард» з 1956 року.
Повернутися на колишній високий рівень харківський футбол зумів лише у кінці 50-х рр. Тодішній «Авангард» зумів пробитися до вищої ліги чемпіонату Радянського Союзу в 1960 р. Наступного, 1961 року, клуб добився найвищої позиції в історії виступів у вищій лізі — 6-ї. На своєму стадіоні харків'яни поступились лише двічі (у 15 матчах) і зуміли обіграти тбіліське «Динамо» та московське «Торпедо», відповідно, бронзового і срібного призерів тої першості. Лідерами колективу були Микола Уграїцький, Микола Масленников, Володимир Ожередов, Євген Панфілов, Володимир Онисько, Микола Корольов і Юрій Нестеров. Але після ще 2 сезонів команда повернулася до нижчих ліг. В 1966 р. головним тренером клубу став відомий у минулому нападник і капітан київського «Динамо» Віктор Каневський. Під його керівництвом (1967—1971) «Металіст» (нову назву клуб отримав у 1967 р.) тримався у першій десятці команд 1 ліги, але не зумів здобути підвищення у класі. В 1975 р. харків'яни, зайнявши 19-е місце серед 20 команд опустилися до 2 ліги.
У 1977 р. команду почав тренувати Євген Лемешко. Саме з цим наставником пов'язані більшість досягнень «Металіста» у 80-х рр. Тоді ж у команду прийшов досвідчений 30-річний захисник «Карпат» Ростислав Поточняк, який згодом стане капітаном колективу. У 1978 році харків'яни виграють українську зону 2 ліги і виходять до першої. За три роки в 1 лізі (1979—1981) після 7-го і 3-го місць «Металіст» вийшов до найвищої ліги, вигравши у 1981 р. першу союзну лігу.
| «Металіст»                            |
| Кольори ігрової форми в середині 80-х |

| Гравець                   | Ігор | Голів |
| ------------------------- | ---- | ----- |
| Ігор Кутепов              | 2    | -1    |
| Руслан Колоколов ↓        | 3    |       |
| Віктор Яловський (↑ 51')  | 4    |       |
| Микола Романчук           | 3    |       |
| Іван Панчишин             | 7    |       |
| Олег Деревинський         | 5    |       |
| Олександр Іванов ↓        | 5    | 1     |
| Роман Хагба (↑ 79')       | 2    |       |
| Леонід Буряк              | 6    | 1     |
| Віктор Ващенко ↓          | 6    |       |
| Олександр Баранов (↑ 46') | 7    | 3     |
| Ігор Якубовський (К)      | 7    | 1     |
| Юрій Тарасов              | 7    | 2     |
| Гурам Аджоєв              | 3    | 1     |

Сезон 1982 клуб завершив на 12-й позиції, пропустивши лише 32 голи у 34 матчах (3-тя найкраща оборона першості). Надійно в обороні відіграли Ростислав Поточняк, Віктор Камарзаєв, Сергій Кузнецов і Віктор Каплун, який до того виступав у київському «Динамо». Наступного року «металісти» зайняли 11 місце, але головним успіхом став вихід до фіналу Кубка СРСР. В 1/16 фіналу українці здолали аламаатинський «Кайрат» — 0:0 (серія пенальті — 6:5), потім на виїзді, в Єревані, вірменський «Арарат» — 4:2 та кутаїське «Торпедо» — 0:0 (по пенальті — 4:3). У півфіналі 19 березня «Металіст» грав з ЦСКА на полі суперника у столиці СРСР. Армійська команда у 80-х рр. грала не на найвищому рівні й наступного сезону навіть опустилася до першої ліги. Харків'яни перемогли 1:0 (гол забив оборонець Косолапов). У фіналі 8 травня 1983 року в Москві трофей здобув «Шахтар» (Донецьк). Єдиний м'яч «гірників» забив на 23-й хв. Ященко після прострілу Грачова.
Того року у складі харків'ян перші матчі провів нападник Юрій Тарасов, який прийшов з друголігового «Маяка» (Харків). 23-річний Тарасов відразу став головним бомбардиром, забивши першого ж сезону 7 голів. У чемпіонаті-84 він забив 17 голів, встановивши рекорд клубу за кількістю забитих м'ячів в одній першості.

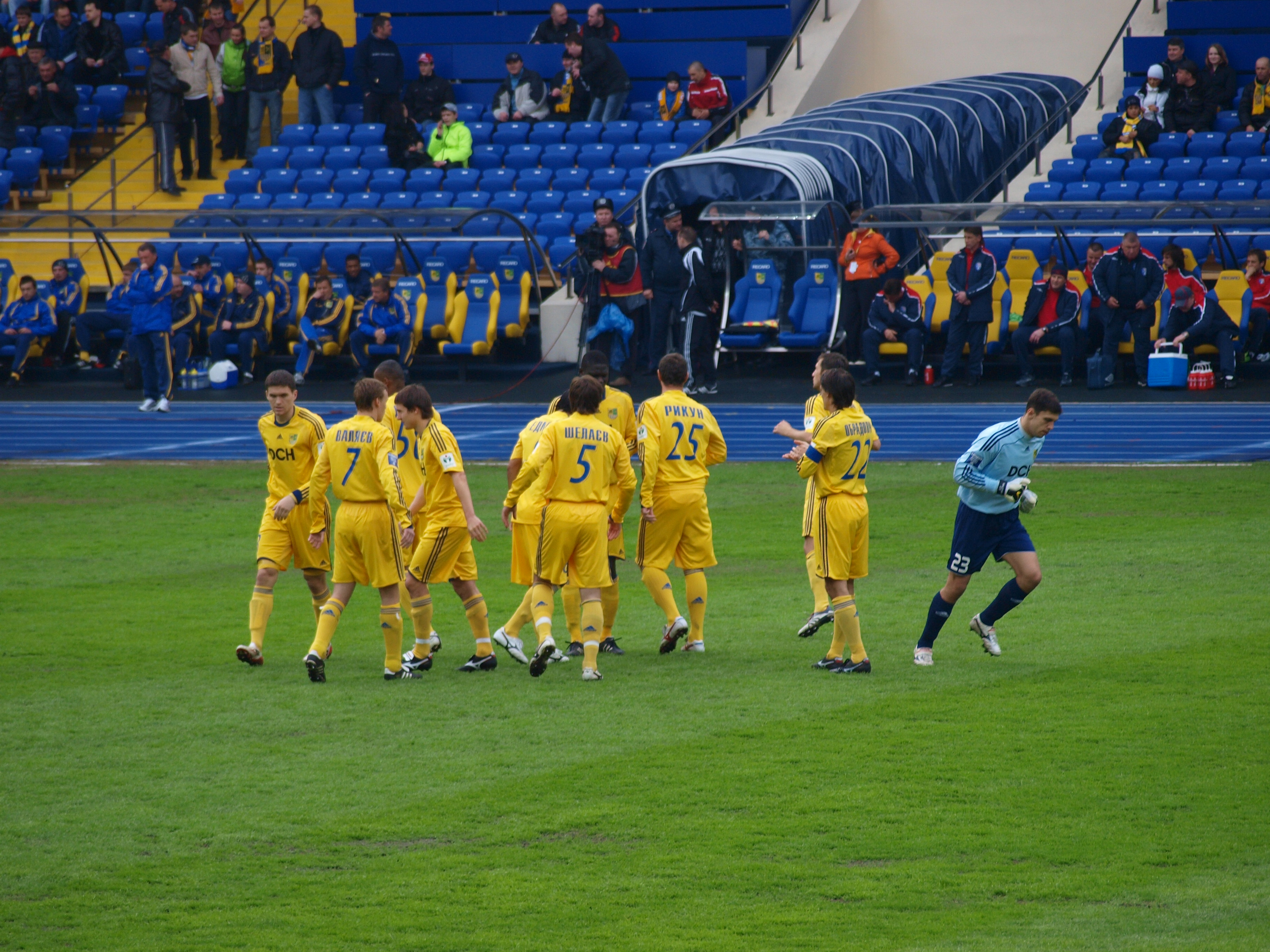
Команда під час домашнього матчу чемпіонату України 2009—2010 з «Таврією» 3 квітня 2010 року

У 1988 році клуб знову вийшов до фіналу і цього разу його виграв у «Торпедо» (Москва) з рахунком 2:0. Голи забили Аджоєв і Баранов. Після цієї перемоги «Металіст» вперше здобув право грати у єврокубках. У сезоні 1988/89 клуб стартував у Кубку володарів кубків, де в 1/16 фіналу обіграв югославський «Борац», а в 1/8 поступився голландській «Роді».
У 1989 р. «металісти» посіли найвище у вісімдесятих роках 7-ме місце у вищій лізі. У 1991 році розіграно останній чемпіонат СРСР. Харків'яни посіли тоді 15-у позицію. В еліті радянського футболу клуб виступав протягом 14 сезонів. Найвищим досягненням стало 6-те місце у 1961 році. Найбільше матчів у вищій лізі за «Металіст» зіграв Юрій Тарасов — 220. Він же став найкращим голеадором харків'ян у «вишці» — 61 забитий м'яч.

### В незалежній Україні
З 1992 року «Металіст» став виступати в національних турнірах України. У вищій лізі чемпіонату України харків'яни дебютували в 1992 році і двічі поспіль займали 5-те місце. В ці ж роки «Металіст» досяг найвищого результату і в розіграшах Кубка України: в 1992 році клуб під керівництвом Леоніда Ткаченко вийшов у фінал турніру, але в додатковий час поступився одеському «Чорноморцю», а наступного сезону харків'яни стали півфіналістами цього турніру. Після трьох сезонів виступу у вищій лізі команда покинула групу найсильніших команд країни і повернулася до її лав через чотири роки, ставши бронзовим призером турніру команд першої ліги. У 2000 та 2002 роках «Металіст» під керівництвом Михайла Фоменка повторив свій попередній найкращий результат — 5-те місце у вищій лізі.
Але вже за підсумками наступного чемпіонату харків'яни вибули із вищої ліги, зайнявши останнє місце в вищій лізі. Проте в першому ж сезоні команда під керівництвом Геннадія Литовченка, повернула собі прописку в еліті українського футболу.

### Ера Ярославського
Нову сторінку в історії клубу ознаменувала купівля клубу харківським олігархом Олександром Ярославським, який майже відразу запросив на пост головного тренера команди Мирона Маркевича. У 2006 році під його керівництвом «Металіст» спочатку повторив своє найкраще досягнення, посівши 5-е місце за його підсумками. А вже наступного року «Металіст» впевнено взяв 3-тє місце чемпіонату України, обігнавши найближчого переслідувача на 14 очок і відставши від 2-го місця на 2 очки, повторивши цей результат в п'яти наступних чемпіонатах. Крім того, команда двічі ставала півфіналістом кубку України.
У цей же час розпочинаються і постійні виступи клубу на євроарені. Після здобуття «бронзи» чемпіонату України 2006/2007 «Металіст» потрапив до Кубка УЄФА на сезон 2007/2008, де в першому раунді поступився англійському «Евертону».
Після повторного здобуття «бронзи» чемпіонату України 2007/2008 «Металіст» знову потрапив до Кубка УЄФА на сезон 2008/2009, де в першому раунді обіграв турецький «Бешикташ» за сумою двох матчів. В груповому етапі здобув перше місце, обігравши турецький «Галатасарай», грецький «Олімпіакос», португальську «Бенфіку» і звівши внічию матч з німецькою «Гертою». В 1/16 «Металіст» двічі обіграв італійську «Сампдорію», але в 1/8 поступився за рахунок голу, забитому на чужому полі, київському «Динамо».

#### Справа про договірний матч з «Карпатами» 2008р.
17 серпня 2010 року стало відомо, що Контрольно-дисциплінарний комітет Федерації футболу України визнав договірною гру «Карпати» — «Металіст» у Львові 19 квітня 2008 року. Згідно з рішенням, результат гри було анульовано, зараховано обом командам технічні поразки, обидва клуби оштрафовані на 25 тис. доларів, з них знято по 9 очок у сезоні 2010—2011 років. Рішенням було заборонено займатися футболом довічно на той час футболісту «Карпат» Євгену Лащенкову та генеральному директору «Металіста» Євгену Краснікову, низка функціонерів «Карпат» були відсторонені на менші строки: генеральний директор Ігор Дедишин — на п'ять років, почесний президент Петро Димінський — на рік, а виконавчий директор Прем'єр-ліги Єфремов, який в той час працював у «Карпатах», — на шість місяців. Крім того, на 10 тисяч доларів футболісти, які брали участь у тому матчі (10 гравців), а на 5 тисяч доларів — 5 гравців «Карпат».
18 серпня 2010 року «Металіст» подав до Апеляційного комітету ФФУ з вимогою скасувати рішення КДК ФФУ, яке стосується «Металіста», оскільки рішення прийнято з численними порушеннями матеріальних і процесуальних норм статутних і регламентних документів ФФУ, УЄФА та ФІФА, в тому числі з грубими порушеннями Дисциплінарних правил ФФУ, законодавства України тощо.
Апеляційний комітет Федерації футболу України ухвалив рішення про зняття з «Металіста» та «Карпат» по 9 очок у сезоні 2011—2012 років. Президент «Металіста» Олександр Ярославський заявив, що клуб подасть апеляцію до Спортивного арбітражного суду у Лозанні, а сама гра була чесною, після чого «Металіст» подав апеляцію на це рішення з вимогою скасування визнання матчу «Металіста» і «Карпат» договірним, всіх санкцій, накладений на «Металіст», Євгена Краснікова та Сергія Пшеничних, а також компенсації всіх витрат, пов'язаних з цією справою.
Оголошення вердикту у цій справі постійно переносилося: у квітні 2011 року з'явилась інформація про невизначений термін.
Рішенням ФФУ клуб позбавлений бронзових медалей 2008 «за договірний матч із „Карпатами“ (Львів)». Також «Металіст» повинен був розпочати чемпіонат України 2011—2012 рр. із 9 очками. Наразі рішення призупинене до рішення Міжнародного арбітражного спортивного суду у Лозанні (Швейцарія).

#### 2009—2012рр.
2009 року «Металіст» дебютував в Лізі Європи. Після двох перемог над хорватською «Рієкою» в третьому кваліфікаційному раунді, «Металіст» поступився в плей-оф австрійському «Штурму».
2010 року «Металіст» обіграв в плей-оф Ліги Європи кіпрську «Омонію» і вийшов в груповий етап.
У першому матчі групового етапу «Металіст» обіграв на виїзді «Дебрецен» (Угорщина) з рахунком 5:0. У наступному матчі вдома «Металіст» поступився ПСВ Ейндговен — 0:2. Потім «Металіст» переміг «Сампдорію» (Італія) — 2:1, та з таким же рахунком «Дебрецен». Далі були дві нічиї: «Сампдорія» — «Металіст» 0:0, ПСВ — «Металіст» 0:0.
У 1/16 фіналу ЛЄ УЄФА «Металіст» двічі програв «Баєру» (Леверкузен) — 0:4 (вдома) та 0:2.
У сезоні сезоні 2011—2012 команда знову впевнено подолала кваліфікацію Ліги Європи, розгромивши з рахунком 4-0 французький «Сошо», після чого виграла групу. Навесні команда дійшла до 1/4 фіналу, де поступилася португальському «Спортінгу».
Наступного року команда знову виграла група Ліги Європи, вийшовши в першому раунді плей-оф на англійський «Ньюкасл».

### Прихід Курченка
Наприкінці 2012 року стало відомо про конфлікт Ярославського з мером Харкова Геннадієм Кернесом, який виявив бажання повернути в комунальну власність ОСК «Металіст». 24 грудня Ярославський заявив, що змушений продати клуб «Металіст» через тиск міської влади, і покинув пост президента. Головним інвестором клубу стала група компаній «ГазУкраїна-2009», яка купила клуб за суму близько 300 млн євро за даними ЗМІ. Новий власник, Сергій Курченко, пообіцяв за три роки виграти чемпіонат, а за 5 — єврокубок. Клуб виступав добре протягом кількох років. Але настала чорна смуга, здійснився провал. У сезоні 2014/2015, відвідуваність впала на 14 тисяч. З'явилася купа боргів, пішли гравці… І вже в наступному сезоні «Металіст» залишився без Єврокубків. Лідерами клубу стали Едуард Соболь, Володимир Прийомов, Іван Бобко.
Вилетіли в 1/16 кубку країни від команди з другого дивізіону — «Миколаїв».
«Металіст» знаходився в середині таблиці. Заборгував грошей навіть новим гравцям. І ось на матчі проти «Олександрії» капітан команди — Олексій Довгий і воротар — Сергій Погорілий відмовилися виходити на поле, затримавши початок матчу на 30 хвилин. Завдяки обіцянці президента виплатити борги і завдяки фанатам, що приїхали на гостьовий матч, гра розпочалась. Незабаром капітан покинув клуб.
ПАТ «ФК „Металіст“» входило у десятку підприємств країни з найбільшою заборгованістю по заробітній платі перед працівниками станом на 2018 рік.

## Інфраструктура
Домашній стадіон клубу — обласний спортивний комплекс «Металіст», реконструйований до Євро-2012. Розрахований на 40 003 глядача (3-й найбільший стадіон України).

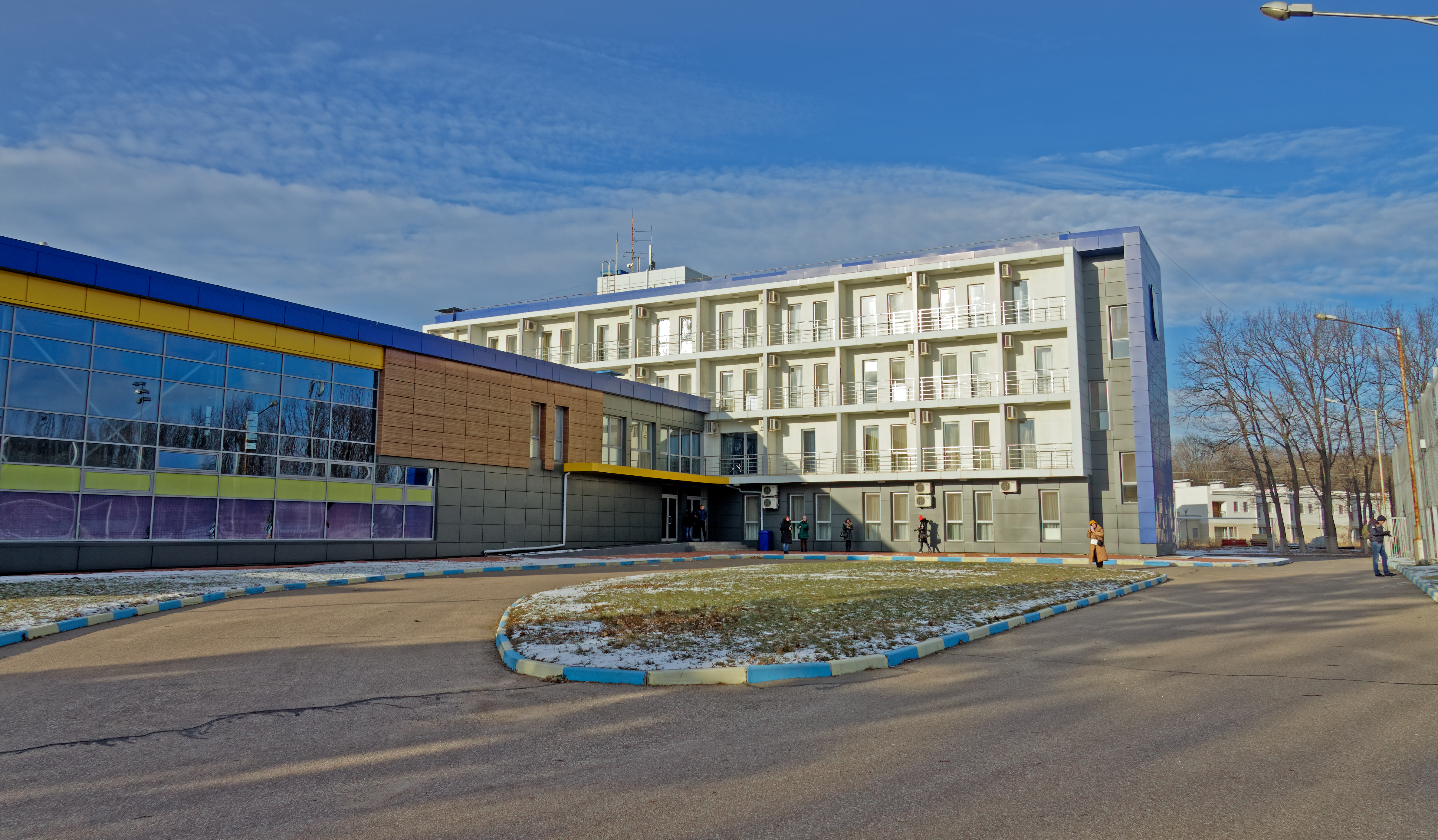
Навчально-тренувальна база, смт Високий, липень 2009 року

Навчально-тренувальна база складається з двох сучасних комплексів: готельного з басейном та медико-відновлювального з тренувальними залами. До 2009 року проведено реконструкцію 6 футбольних полів.
У липні 2009 року було завершено реконструкцію навчально-тренувальної бази в смт Високий вартістю 86,54 млн грн. У ході реконструкції був побудований корпус із 50 двох- і одномісних номерів, VIP-зона з «люкс»-номерами, медико-реабілітаційний центр із басейном 17×8 м, а також зона допінг-контролю та прес-центр. Також були модернізовані футбольні поля.

## Уболівальники

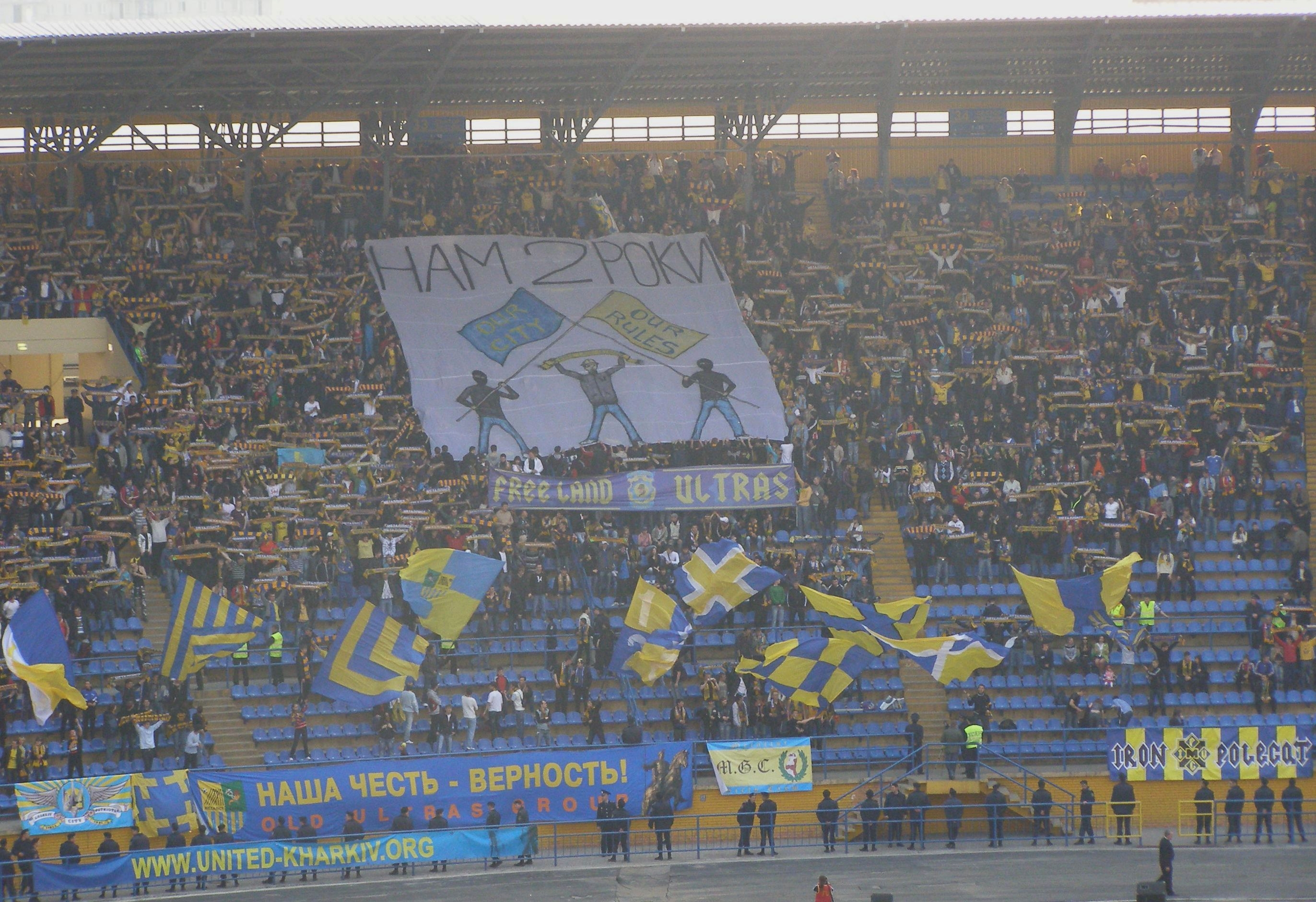
Ультрас на стадіоні «Металіст»

«Металіст» — 4—5-й найпопулярніший футбольний клуб в Україні; опитування Київського міжнародного інституту соціології, проведене 2011 року, показало, що «жовто-синіх» підтримують близько 4,4 % українських футбольних уболівальників.
Також уболівальники клубу вважаються найбрутальнішими в Україні. Часто їх вигуки тримають у собі нецензурну лексику.
Активна підтримка «Металіста» є однією з найактивніших і найчисельніших серед фанатських рухів України. Приблизна чисельність фан-руху в період розквіту — 5—6 тисяч осіб. Друзями є фанати «Чорноморця» та «Кривбаса». Ворогами — фанати «Дніпра», «Динамо», «Ворскли», «Маріуполя», «Оболоні», «Шахтаря», донецького «Металурга», київського «Арсенала». Представники фанатських рухів «Металіста» брали активну участь у «Революції гідності», обороні міста від сепаратистів у 2014 році та україно-російській війні.

### Відвідування
Відвідуваність домашніх матчів «Металіста», середня кількість глядачів на грі чемпіонату країни впродовж сезону:
- Жовтий колір — перша ліга.

## Відомі гравці
У 2010 році інтернет-видання Football.ua провело опитування і опублікувало список найкращих гравців в історії клубу:
1. Юрій Тарасов
2. Володимир Лінке
3. Олександр Горяїнов
4. Микола Корольов
5. Юрій Сивуха
6. Микола Уграїцький
7. Олександр Рикун
8. Олександр Бабкін
9. Іван Панчишин
10. Ростислав Поточняк
11. Сергій Малько
12. Папа Гує
13. Гурам Аджоєв
14. Віктор Сусло
15. Жажа
16. Леонід Буряк
17. Ігор Якубовський
18. Клим Хачатуров
19. Роман Пець
20. Марко Девич
21. Ігор Кутепов
22. Валентин Слюсар
23. Віталій Пушкуца
24. Нодар Бачіашвілі
25. Олександр Савченко
26. Сергій Кандауров
27. Олександр Призетко
28. Олександр Баранов
29. Олександр Косолапов
30. Микола Масленников
31. Юрій Цимбалюк
32. Сергій Валяєв
33. Леонід Ткаченко
34. Євген Панфілов
35. Станіслав Берніков
36. Віктор Мар'єнко
37. Дмитро Хомуха
38. Валентин Крячко
39. Олександр Помазун
40. Олександр Іванов
41. Євген Несміян
42. Віктор Камарзаєв
43. Вадим Колесник
44. Станіслав Костюк
45. Віталій Зуб
46. Іван Натаров
47. Геннадій Дегтярьов
48. Милан Обрадович
49. Віктор Іваненко
50. Олександр Карабута

Детальніше див. Категорія:Футболісти «Металіста» (Харків)

## Статистика виступів
Клуб виступав у змаганнях з 1926 до 2016 року. Найкращим сезоном для «Металіста» був сезон 1988 року, коли клуб виграв єдиний трофей — Кубок СРСР. Крім того, «Металіст» брав участь у фіналах кубку СРСР (сезон 1983) і кубку України (сезон 1992). Один раз клуб ставав срібним (сезон 2012/13) і сім разів — бронзовим призером чемпіонату України (в т.ч. шість разів поспіль з 2007 по 2012 роки і в сезоні 2013/14).

## Символіка

### Емблема

1956—1966 рр.
1977—1982 рр.
1982—1984 рр.
1984—1985 рр.
1985—1987 рр.
1988—1989 рр.
1990—1992 рр.
1993—1996 рр.
Із 1996 року
В сезоні 2015—2016
Варіант сучасної емблеми

### Гімн
- ТНМК «Вперед, Металіст!»

### Офіційний журнал
У 2006-2012 роках випускався нерегулярний офіційний журнал клубу. Виходив російською мовою, вийшов принаймні 31 номер

## Досягнення

### СРСР
Вища ліга чемпіонату СРСР:
- 6 місце: 1961

Перша ліга чемпіонату СРСР:
- Чемпіон: 1981
- Бронзовий призер (2): 1965, 1980

Друга ліга чемпіонату СРСР (чемпіонат УССР):
- Чемпіон: 1978
- Віце-чемпіон (2): 1974, 1976
- Бронзовий призер: 1946

Кубок СРСР:
- Володар: 1988
- Фіналіст: 1983
- Півфіналіст: 1981

Кубок Федерації футболу СРСР:
- Фіналіст: 1987

### Україна
Українська прем'єр-ліга:
- Віце-чемпіон: 2012/13
- Бронзовий призер (6): 2006/07, 2008/09, 2009/10, 2010/11, 2011/12, 2013/14[32]

Перша ліга чемпіонату України:
- Віце-чемпіон: 2003/04
- Бронзовий призер: 1997/98

Кубок України:
- Фіналіст: 1992
- Півфіналіст (3): 1992/93, 2006/07, 2008/09

### Єврокубки
Кубок володарів кубків УЄФА:
- 1/8 фіналу: 1988/89

Кубок УЄФА/Ліга Європи:
- Чвертьфіналіст: 2011/12

## Рекордсмени клубу

### Гравці з найбільшою кількістю м'ячів
Станом на 14 травня 2016 року
| #  | Ім'я               | Період              | Чемпіонат | Кубок | Єврокубки | Інші | Всього |
| -- | ------------------ | ------------------- | --------- | ----- | --------- | ---- | ------ |
| 1  | Марко Девич        | 2006-2013           | 84        | 4     | 10        | 0    | 98     |
| 2  | Микола Корольов    | 1956-1966 1969      | 82        | 4     | 0         | 0    | 86     |
| 3  | Володимир Лінке    | 1976-1985 1994-1996 | 77        | 4     | 0         | 0    | 81     |
| 4  | Юрій Тарасов       | 1983-1991 1993-1994 | 61        | 11    | 2         | 0    | 74     |
| 5  | Нодар Бачіашвілі   | 1978-1982           | 67        | 1     | 0         | 0    | 68     |
| 6  | Клейтон Шав'єр     | 2010-2014           | 46        | 2     | 11        | 0    | 59     |
| 7  | Юрій Цимбалюк      | 1973-1977 1981      | 52        | 4     | 0         | 0    | 56     |
| 8  | Олександр Карабута | 1991-2000           | 46        | 5     | 0         | 0    | 51     |
| 9  | Жажа               | 2008-2010 2013-2014 | 35        | 3     | 4         | 0    | 42     |
| 10 | Станіслав Берников | 1977-1983           | 37        | 4     | 0         | 0    | 41     |

### Гравці з найбільшою кількістю матчів
Станом на 14 травня 2016 року
| #  | Ім'я                | Період                        | Чемпіонат | Кубок | Єврокубки | Інші | Всього |
| -- | ------------------- | ----------------------------- | --------- | ----- | --------- | ---- | ------ |
| 1  | Олександр Горяїнов  | 1993-1995 1997-2003 2005-2015 | 427       | 34    | 41        | 0    | 502    |
| 2  | Володимир Лінке     | 1976-1985 1994-1996           | 351       | 25    | 0         | 0    | 376    |
| 3  | Микола Корольов     | 1956-1966 1969                | 353       | 8     | 0         | 0    | 361    |
| 4  | Іван Панчишин       | 1985-1990 1992-1994 1996-1998 | 282       | 35    | 4         | 0    | 321    |
| 5  | Євген Панфілов      | 1958-1969                     | 312       | 8     | 0         | 0    | 320    |
| 6  | Юрій Сивуха         | 1976 1979-1988                | 268       | 38    | 2         | 0    | 308    |
| 7  | Папа Гує            | 2006-2014                     | 211       | 16    | 54        | 0    | 281    |
| 8  | Олександр Савченко  | 1965-1973                     | 260       | 15    | 0         | 0    | 275    |
| 9  | Віктор Арістов      | 1967-1973                     | 254       | 16    | 0         | 0    | 270    |
| 10 | Олександр Косолапов | 1974-1978 1980-1983           | 249       | 17    | 0         | 0    | 266    |